# Неигонг
Неигонг (кинески: 內功), такође транскрибован као Неи Кунг, дословно преведено, „Неигонг“ значи нешто попут: „унутрашња вежба“ или: „рад изнутра“ (неи -  унутрашњи, а гонг - рад)  односи се на неколико скупова техника медитације и дисања које су повезане са таоизмом и кинеским борилачким вештинама. Од 1920-тих користи се и појам  Чигонг као модернији назив за описивање ових вежби.
Ову борилачку вештину осмислио је Michel Echenique Isasa наводно на древној традииционалној мудрости, и темељним аспектима људског живота и природе. Структура ове вештине је прилично широка јер интегрише низ система, од самоодбране и борбених техника, системе дисања, Чи Кунг, концентрацију, контролу анксиозности и новоа страха. Заснован је на хексаграмима И-Чинг-а и свака техника представља дубок осмишљену замисао која кроз практично искуство наводи појединца да упозна себе и развије своје латентне потенцијале.
Неигонг промовише ненасиље и има за циљ да одржи у животу основна начела која дају већи значај људском постојању. 
Неигонг се вежба на Институту за филозофске борилачке вештине Бодидарма. У овом стилу, филозофија се придружује борилачком аспекту у потрази за безвременским вредностима као што су правда, етика и мудрост. Више од скупа техника и физичких пракси, неигонг предлаже вредносни пут и усклађивање човека са сопственим животом и околином.

## Основни појмови
Сврха Неигонга је да доведе до промена у телу, од изнутра ка споља, од унутрашњости ка периферији, активирајући унутрашњу енергију  како би се олакшало отварање, активирање и енергизација периферне енергије (меридијана и ауре).
То је метода самокултивације, односно учења техника за развијање истинског унутрашњег облика људског бића. Дах, кретање тела и машта међусобно се посебно координишу и на тај начин се покрећу или унапређују различити унутрашње-физичко-духовни процеси.
Али шта је ово „унутрашње“ (Неи) које је дало име древним традиционалним вежбама Неигонг ? То је - укратко - тројство блага скривено у људима: Јинг, Чи и Шен (суштина, проток енергије и духови), што се тако често помиње у таоистичким списима .
Неигонг је борилачка вештина заснована на филозофији хексаграма и Ји ђинга. Њихове технике представљају дубоке идеје које фаворизују самосвест и буђење латентних потенцијала. Према принципима ове уметности, кроз борилачке вештине, човек може научити да савладава себе и побољша свој живот у више аспеката. Он интегрише читав низ система самоодбране и борбених техника, укључујући тренинг дисања, Ћи Кунг форме и праксе медитације.
Неигонг историјски одговара школи филозофских и унутрашњих борилачких вештина, која је постојала у Кини до 3. века и која је од тада јавно нестала, не остављајући ни трага.. Али, његов дух и знање наставили су да се развијају до данас, у нејавном облику, и ограничењем на мали број инструктора и ученика. 
Неигонг се састоји од широке борилачке технике која интегрише многе системе и која има симболички карактер, то јест, сваку технику, покрет, тренинг, између осталог, представља и нешто дубље у природи човека и универзума. Неигонг се заснива на откривању и развоју унутрашњег пута који ученика води ка Мудрости, а његови цињеви су:
- Превладавање страха техником;
- Превладавање бола познавањем унутрашње снаге;
- Превазилажење незнања кроз дух Мудрости унутрашње моћи.

Неигонг је борилачка вештина која елиминише конфронтацију применом интелигенције. То је ненасилна борилачка вештина, али интензивне активности. То је могуће јер је у неигонгу концепт борбе унутрашњи, односно унутрашња борба ученика са самим собом. То значи да су све што се дешава споља, укључујући могућег противника (или неколико њих), одраз или последице узрока који постоји изнутра, а у неигонгу се ради изнад узрока, како би се ефекти исправили.

### Разлика између Чигонга и Неигонга
Однос између чигонга и неигонга је дискутабилан и ови појмови се често мешају. Неки истраживачи (неакадемски) их сматрају блиским учењима, и по њиховом уобичајеном мишљењу, засновани су на побољшање унутрашње снаге  .
Олексиј Маслов, познати оријенталиста и доктор историјских наука, сматра Чигонг делом Неионга. Разлог забуне објашњава на следећи начин: „После реформи у Кини 1950-их, а затим 1980-их. Све што је било повезано са„ домаћом праксом “сматрало се или„ феудалном реликвијом “(Фенгјианг мисин), или као „антиреволуционарна активност“ (фан гемин ходун) или једноставно „заблудом“ - мисин. То је било због чињенице да се целокупна настава ових метода одвијала у малим затвореним школама, а да их држава није контролисала. Стога су у свим штампаним медијима на радију и телевизији почели да испољавају идеју да је „неигонг“ - нешто мистично и заостало, а Чигонг - иновирана и научно доказана метода, која се  треба учити у парковима, болницама, клиникама.  
За разлику од Неигонга Чигонг делује у супротном смеру, почев од отварања, активирања и енергизирања меридијана како би се олакшало енергизирање унутрашњости. На основном нивоу, у активном Чигонгу, дах и кретање тела користе се за помоћ у протоку / правцу Чи-а. У пасивном Чигонгу, дах се користи у исте сврхе. Међутим, ово може „везати“ вежбача за његово дисање, и делимично га спречити да правилно процени унутрашње промене.
У Неигонгу, међутим, нема потребе да кретањем Чиа, јер се не веже за кретање даха и то омогућава практичару да потпуније цени унутрашњу алхемију која се одвија.
У Чигонгу, изузев било које  вежбе Пет елемената  (где постоји низ покрета у низу, од којих сваки узрокује проток Чиа у другом меридијанском пару), тенденција је радити на једном примарном меридијанском пару у свакој вежби, када након отварања ових меридијана, треба  прећи на другу вежбу.
У Неигонгу нагласак је на раду из унутрашњости како би се истовремено приступило свим токовима енергије. Ово има синергијски ефекат који омогућава практичару приступ / доживљај читавог Чи тока, а такође и на вишим нивоима интеграцију ума / тела / духа.
Психолошки, Неигонг се може користити за „отклањање“ повреда и траума из прошлости. То може укључивати сећања које смо складиштилу дубоко у себи као физичку и психолошку нефлексибилност и бол.
Духовно, Неигонгом се може постићи и повишено стања свести.

## Курс Неигонга
Курс неигонг се одвија у следеће четири фазе, које су понекад у литератури описане аналогно хемијским (или протохемијским) процесима. С једне стране, ове „фазе унутрашњег рада“ означавају различите интерне процесе, а с друге стране представљају специфичан ниво обуке који је полазник достигао:
1. Обогаћивање сопствене суштине тела покретом (动 以 炼 精) Иста ствар се дешава са вежбама Таи-Ји-Чуан, Кунг-Фу, али и са многим спортовима познатим на западу. 
2. Пречишћавање Чи, или филтрирање и одвајање Чи од сопствене суштине тела (炼 精 化 气) Унутрашња циркулација Чи ојачана је трансформацијом суштине у Чи. 
3. Трансформација обичног Чи који циркулише у телу у енергију вишег квалитета (化 神)Ово чини додатну енергију директно доступном на нивоу Шен. 
4. Прелазак у духовно ослобађање из времена и простора (炼 神 还 虚) У поетској формулацији као „повратак у пуноћу празнине“ или „улазак у сферу Дао-а“ 
Четврти, највиши достигнути ниво самокултивације је „права особа“, како је формулисано у класичним списима: Велики циљ који је непрестано на видику и у срцу, даоиста су  да сву своју снагу посвете менталном и физичком побољшању како би да непрестано ради Дао. Отуда се и учење Неигонга називало „Чиу Ђен“ (修真), што значи „Неговање истине“. Истинска самокултивација, међутим, она укључује обоје: три невидљива енергетска блага код људи (Јинг, Чи, Шен) и њихово видљиво материјално постојање у месу - крв, кости, ткиво органа. У древној Кини се говорило о овом дуалном, духовно-телесном систему животних облика са изразом „Чинг Минг“ (性命).
Унутрашње вежбе треба схватити као упутства, која могу људе вратити у такозвано пренатално првобитно стање живота у коме су се дух и тело помирили једни с другима. Процес преокрета уписан је у свакодневни живот, а усред нормалног постојања уграђује се принцип опоравка. Међутим, то се не може постићи помоћу једне технике, већ резултат многих различитих фактора, и тако су у унутрашње вежбе Неигонга уграђене у уређен процес велике Дао методе.